# Winterthur
Winterthur  (latinsko: Vitudurum ali francosko: Winterthour) je mesto v Švici in z več kot 110.000 prebivalci drugo največje mesto po velikosti v kantonu Zürich ter šesto v Švici.

## Šport
- FC Winterthur nogometni klub
- Pfadi Winterthur rokometni klub

## Slike
- Staro mestno jedro
- Cerkev v mestu